# Isoperla davisi
Isoperla davisi är en bäcksländeart som beskrevs av James 1974. Isoperla davisi ingår i släktet Isoperla och familjen rovbäcksländor. Inga underarter finns listade i Catalogue of Life.